# Hydrocanthus regius
Hydrocanthus regius is een keversoort uit de familie diksprietwaterkevers (Noteridae). De wetenschappelijke naam van de soort werd in 1953 gepubliceerd door Young.